# Athyrium lineare
Athyrium lineare är en majbräkenväxtart som beskrevs av Ren-Chang Ching. Athyrium lineare ingår i släktet Athyrium och familjen Athyriaceae. Inga underarter finns listade.